# UNIFY -10th Anniversary BEST-
『UNIFY -10th Anniversary BEST-』（ユナイファイ テンス・アニバーサリー・ベスト）は、VALSHEの2枚目のベスト・アルバム。2020年11月25日にビーイングから発売された。

## 概要
「DISPLAY -Now & Best-」以来5年ぶりのベストアルバムであり、VALSHEのアルバムで初めて2枚組で発売された。
また、Musing盤のジャケットは初回限定盤と同じであり、Musing盤は白皙書き下ろしコミック第2弾+スペシャルトートバッグのセットで販売。

## 収録曲

### CD
DISC1
1. UNIFY（新規収録）
作詞・作曲：VALSHE
編曲：Shun Sato
2. Myself -DECADE-（新規収録/セルフカバー）
3. ACE of WING
4. present.
5. 紅蓮
6. 「SYM-BOLIC XXX」
7. Are you Ready?
作詞：team VALSHE & doriko
作曲：VALSHE・doriko・Shun Sato
特別販売CDとしてリリースされた楽曲で、アルバム初収録。
8. 追想の理
9. 今生、絢爛につき。
10. 激情型カフネ
11. ラピスラズリ
12. White Prelude
作詞・作曲：VALSHE
編曲：Shun Sato
初の配信限定シングルであり、アルバム初収録。
13. WONDERFUL CURVE
14. MONTAGE
15. RIOT
16. ジツロク・クモノイト

DISC2
1. 君への嘘
2. TRIP×TRICK
3. TRANSFORM
4. marverous road
5. RAGE IDENTITY
6. Butterfly Core
7. BLESSING CARD
8. Tigerish Eyez
9. Fragment
10. AFFLICT
11. PLAY THE JOKER
12. jester
13. REVOLT
14. Myself
15. 右肩の蝶 -2020-（新規収録）
作詞：水野悠良
作曲・編曲：のりぴー　
VOCALOIDのキャラクター、鏡音リンの原曲の作曲を担当したのりぴーは「約10年振りに再び「右肩の蝶」をカバーなさるという事で、今回は原曲の派手さはある程度残しつつも、大人びて落ち着いたテイストを意識したアレンジに致しました。時を経て成長・進化した新たな「右肩の蝶」も気に入って頂けましたら幸いです。」と、コメントしている[1][2]。
16. フィラメント（新規収録）
作詞：doriko
作曲・編曲：のりぴー

### DVD（初回限定盤のみ）
1. 「UNIFY」Music Video
2. Making of 「UNIFY」